# Clémence Grimal
Clémence Grimal, née le 4 mars 1994 à Figeac, est une snowboardeuse française, spécialiste du half-pipe entre 2007 et 2020.

## Carrière
Après avoir commencé par le ski, c'est très tôt, à l'âge de 6 ans, qu'elle monte sur un snowboard pour la première fois. 
Licenciée au club du Lioran, la snowboardeuse a obtenu son premier podium international lors de l'étape de Coupe du monde disputée à Ruka en décembre 2013. Elle se qualifie ainsi pour les Jeux olympiques d'hiver de 2014 disputés à Sotchi où elle termine à la 14e place. 
En 2015, lors de ses tout premiers Championnats du monde, elle décroche la médaille de bronze. En 2016, elle remonte sur le podium d'une étape de Coupe du Monde au Japon en terminant 3e. Au mois de mars 2017, pour sa deuxième participation aux Championnats du Monde, elle ramène une seconde médaille de bronze. 
Elle est étudiante à l'université de Savoie.
Le 11 novembre 2020, elle annonce qu'elle met un terme définitif à sa carrière dans le half pipe et se lance dans le freeride.

## Palmarès

### Jeux olympiques
| Épreuve / Édition |     |
| Half-pipe         |     |
| JO 2014 Sotchi    | 14e |

### Championnats du monde
| Épreuve / Édition           |                           |
| Half-pipe                   |                           |
| Mondiaux 2015 Kreischberg   | Médaille de bronze, monde |
| Mondiaux 2017 Sierra Nevada | Médaille de bronze, monde |

### Coupe du monde
- Débuts en 2010
- : 13 décembre 2013 à Ruka ( Finlande).
- : 14 février 2016 à Sapporo ( Japon).